# Ceddanne Rafaela
Ceddanne Chipper Nicasio Marte Rafaela (Willemstad, Curazao, 18 de septiembre de 2000), más conocido como Ceddanne Rafaela, es un jugador profesional curazoleño de béisbol que se desempeña en la posición de campocorto en Boston Red Sox, equipo de las Grandes Ligas de Béisbol (MLB).

## Carrera
En 2023, Rafaela hizo su debut en la MLB con el equipo Boston Red Sox, donde lleva jugando dos temporadas.